# کاخ صاحب الطابع
کاخ صاحب الطابع (عربی: قصر صاحب الطابع) در شهر تونس است که در جنوب غربی میدان حلفاوین واقع شده است.
این کاخ به ابتکار وزیر دادگستری یوسف بالخوجه (صاحب الطابع)، در اوایل قرن نوزدهم ساخته شده است که در منطقه حلفاوین و در حومه شمالی باب سویقه واقع شده است براساس اسلوب جدید معماری بازسازی شد.

## نگارخانه

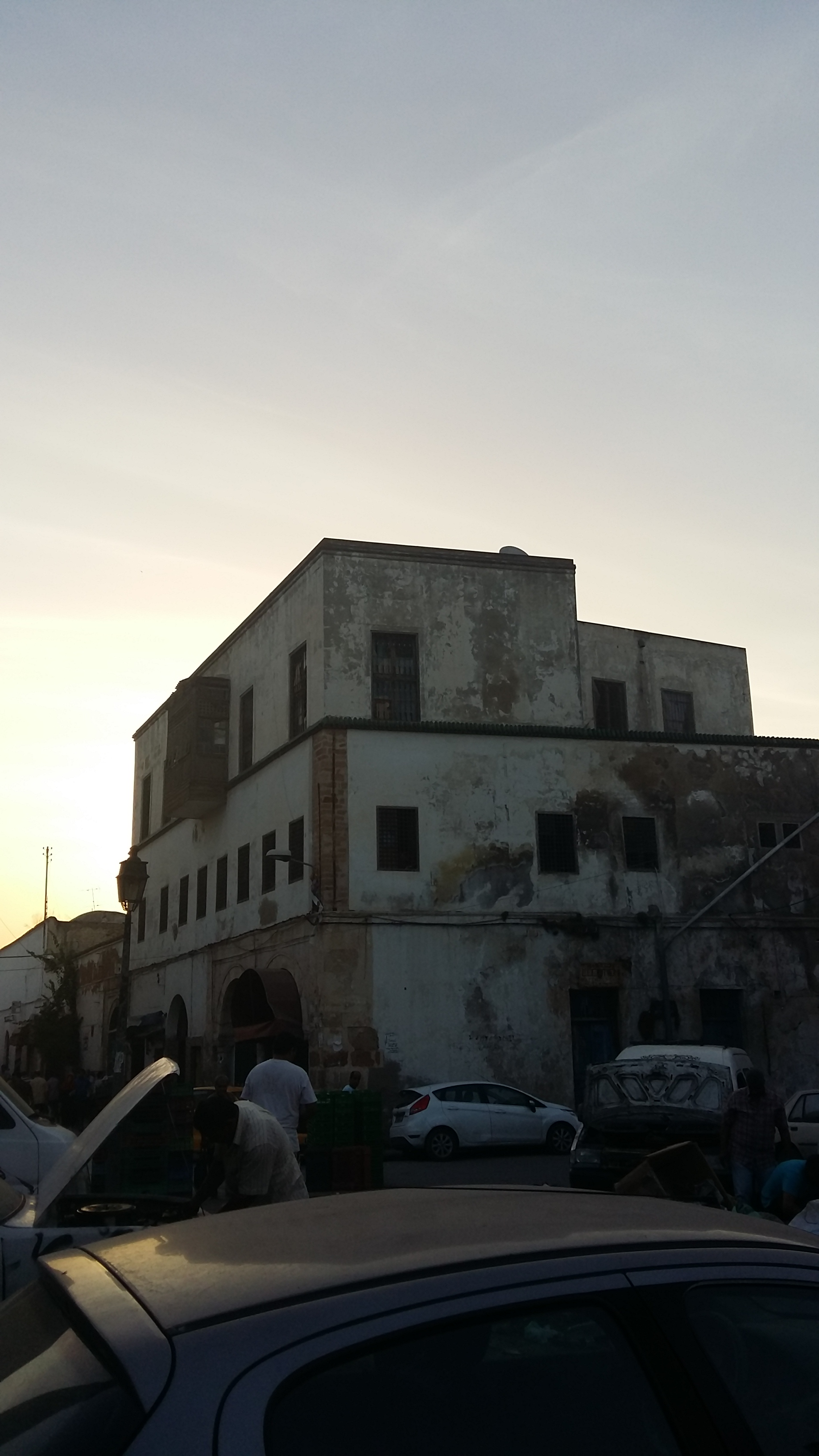
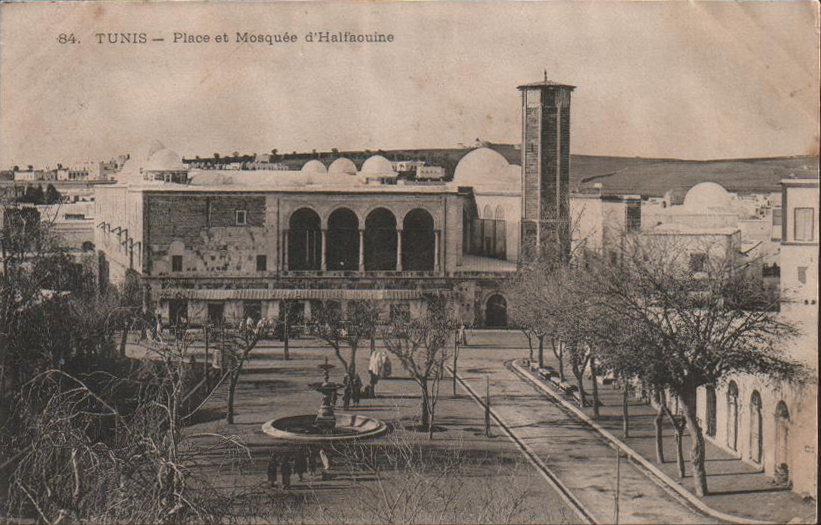